# Cristian Ignat
Cristian Ignat (Chișinău, 29 gennaio 2003) è un calciatore moldavo naturalizzato rumeno, difensore del Rapid Bucarest.

## Carriera

### Club
Cresciuto nel settore giovanile del Rapid Bucarest, ha debuttato in prima squadra il 21 febbraio 2021 nell'incontro di seconda divisione rumena pareggiato 2-2 contro il Ripensia Timișoara: l'11 agosto 2023, dopo aver conquistato una promozione in prima divisione (categoria in cui già aveva esordito nella stagione 2022-2023), è stato ceduto in prestito al Mioveni, nuovamente in seconda divisione, dove ha trascorso una stagione da titolare, trovando anche la prima rete in carriera in competizioni professionistiche l 17 agosto in Coppa di Romania contro il Râmnicu Vâlcea. Nella stagione 2024-2025 ha giocato 25 partite in prima divisione con la Rapid Bucarest.

### Nazionale
Ha giocato con la nazionale giovanile moldava Under-17, per poi scegliere di rappresentare la Romania, con cui ha militato in Under-19, Under-20 ed Under-21.

## Statistiche

### Presenze e reti nei club
Statistiche aggiornate al 7 giugno 2025.
| Stagione        | Squadra         | Campionato      | Campionato | Campionato | Coppe nazionali | Coppe nazionali | Coppe nazionali | Coppe continentali | Coppe continentali | Coppe continentali | Altre coppe | Altre coppe | Altre coppe | Totale | Totale | Totale |
| Stagione        | Squadra         | Comp            | Pres       | Reti       | Comp            | Pres            | Reti            | Comp               | Pres               | Reti               | Comp        | Pres        | Reti        | Pres   | Reti   |        |
| --------------- | --------------- | --------------- | ---------- | ---------- | --------------- | --------------- | --------------- | ------------------ | ------------------ | ------------------ | ----------- | ----------- | ----------- | ------ | ------ | ------ |
| 2020-2021       | Rapid Bucarest  | L2              | 3          | 0          | CR              | 0               | 0               | -                  | -                  | -                  | -           | -           | -           | 3      | 0      |        |
| 2022-2023       | Rapid Bucarest  | L1              | 3          | 0          | CR              | 1               | 0               | -                  | -                  | -                  | -           | -           | -           | 4      | 0      |        |
| 2023-2024       | Mioveni         | L2              | 27         | 0          | CR              | 2               | 1               | -                  | -                  | -                  | -           | -           | -           | 29     | 1      |        |
| 2024-2025       | Rapid Bucarest  | L1              | 25         | 0          | CR              | 5               | 0               | -                  | -                  | -                  | -           | -           | -           | 30     | 0      |        |
| 2025-2026       | Rapid Bucarest  | L1              | 0          | 0          | CR              | 0               | 0               | -                  | -                  | -                  | -           | -           | -           | 1      | 0      |        |
| Totale carriera | Totale carriera | Totale carriera | 58         | 0          |                 | 8               | 1               |                    | -                  | -                  |             | -           | -           | 66     | 1      |        |